# Weiss József
Weiss József, gyakran Weiss Josef Hirsch (Podola [Felsőleszéte], 1800. – Eger, 1881.) egri főrabbi.

## Élete
1840-től kezdve volt egri főrabbi, ebben a minőségében az orthodox zsidóság vezetője és a pesti (neológ) reformmozgalom egyik leghevesebb ellenzője. Az 1848–49-es forradalom és szabadságharc lelkes híve volt és a magyar függetlenségi mozgalom erőteljes szószólója. A szabadságharc leveretése után az üldözések elől menekülnie kellett. Az egri érsek védelme mellett hosszabb ideig egy kolostorban talált menedéket, később mégis elfogták, lázadás miatt perbe fogták és Bécsbe hurcolták, ahol hosszú ideig vizsgálati fogságban synylődött. Hazafias magatartását lázadásnak minősítették és emiatt fogták vádba, de a törvényszék felmentette. 
Könyvtárának és kéziratainak nagy részét unokája, Stephen Wise rabbi − a Zsidó Világkongresszus egyik alapitója és haláláig elnöke − a newyorki Columbia Egyetemnek adományozta.